# Rok Drakšič

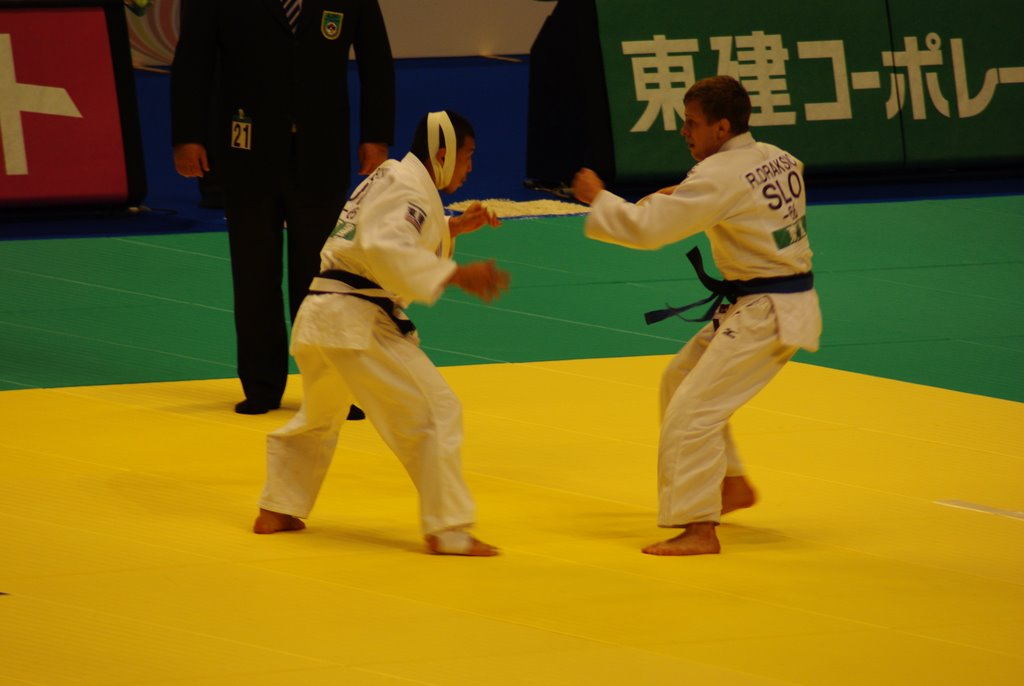
Rok Drakšič (rechts) verliert beim Grand Slam in Tokio 2008 im Halbfinale gegen den Japaner Tatsuaki Egusa.

Rok Drakšič (* 2. Januar 1987 in Žalec) ist ein ehemaliger Judoka, der in drei verschiedenen Gewichtsklassen für Slowenien an Olympischen Spielen teilnahm. 2013 war er Europameister im Leichtgewicht, zusätzlich erkämpfte er fünf Bronzemedaillen bei Europameisterschaften.

## Sportliche Karriere
Rok Drakšič belegte 2002 in der Gewichtsklasse bis 55 Kilogramm den dritten Platz bei den Kadetteneuropameisterschaften. 2004 war er in der Gewichtsklasse bis 60 Kilogramm Zweiter der Junioreneuropameisterschaften. Zwei Monate später war er Dritter der U23-Europameisterschaften. Im Juni 2005 gewann er seinen ersten slowenischen Meistertitel. Bei den Mittelmeerspielen 2005 in Almeria erreichte er das Finale, unterlag dort aber dem Algerier Omar Rebahi. Drei Monate später gewann er eine weitere Silbermedaille bei Junioreneuropameisterschaften. 2006 siegte er beim Weltcup-Turnier in Moskau und gewann Bronze bei den Juniorenweltmeisterschaften. 2007 belegte er den siebten Platz bei den Europameisterschaften in Belgrad. Fast ein halbes Jahr später fanden in Rio de Janeiro die Weltmeisterschaften 2007 statt. Rok Drakšič besiegte im Viertelfinale den Österreicher Ludwig Paischer und verlor im Halbfinale gegen den Niederländer Ruben Houkes. Im Kampf um eine Bronzemedaille unterlag er dem Südkoreaner Choi Min-ho und belegte somit dem fünften Platz. Bei den Olympischen Spielen 2008 in Peking unterlag Drakšič in seinem Auftaktkampf dem Iraner Masoud Haji Akhondzadeh.
Nach den Olympischen Spielen wechselte der 1,66 m große Rok Drakšič auch international in die Gewichtsklasse bis 66 Kilogramm, in der er zuvor bereits bei nationalen Turnieren angetreten war. Bei den Mittelmeerspielen 2009 in Pescara gewann er eine Bronzemedaille und im November 2009 siegte er bei den U23-Europameisterschaften. Im April 2010 bei den Europameisterschaften in Wien unterlag er im Halbfinale dem Ungarn Miklós Ungvári, den Kampf um eine Bronzemedaille gewann er gegen den Franzosen Loïc Korval. 2011 siegte er bei den Polizei-Europameisterschaften. Bei den Weltmeisterschaften 2011 in Paris bezwang er im Viertelfinale den Franzosen David Larose und verlor im Halbfinale gegen den Brasilianer Leandro Cunha, den Kampf um Bronze verlor Drakšič gegen den Südkoreaner Cho Jun-ho. Bei den Europameisterschaften 2012 in Tscheljabinsk unterlag er im Viertelfinale gegen den Polen Tomasz Kowalski, in der Hoffnungsrunde bezwang er den Georgier Shalva Kardava und gewann dann mit seinem Sieg über Miklós Ungvári eine Bronzemedaille. Im Achtelfinale der Olympischen Spiele in London schied Drakšič gegen Ungvári aus. Im September 2012 siegte er bei den Polizeiweltmeisterschaften.
Auch nach den Olympischen Spielen 2012 stieg Rok Drakšič eine Gewichtsklasse auf und kämpfte nun im Leichtgewicht bis 73 Kilogramm. Bei den Europameisterschaften 2013 in Budapest bezwang er im Viertelfinale den Russen Musa Moguschkow, im Halbfinale den Franzosen Pierre Duprat und im Finale den Georgier Nugzar Tatalashvili. Bei den Weltmeisterschaften in Rio de Janeiro unterlag er als amtierender Europameister im Viertelfinale dem Belgier Dirk Van Tichelt und belegte nach seiner Niederlage in der Hoffnungsrunde gegen den Niederländer Dex Elmont den siebten Platz. Anfang 2014 erreichte er das Finale beim Grand Slam in Paris und unterlag dem Südkoreaner Bang Gui-man. Zweieinhalb Monate danach unterlag er im Halbfinale der Europameisterschaften in Montpelier dem Franzosen Ugo Legrand, den Kampf um Bronze gewann Drakšič gegen Rüstəm Orucov aus Aserbaidschan. Im Juni 2015 fanden die Europameisterschaften im Rahmen der Europaspiele 2015 in Baku statt. Im Viertelfinale unterlag Rok Drakšič dem Georgier Nugzar Tatalashvili, nach einem Sieg in der Hoffnungsrunde über den Montenegriner Nikola Gušić gewann der Slowene auch den Kampf um Bronze gegen den Russen Denis Jarzew. Seine fünfte Bronzemedaille bei Europameisterschaften erkämpfte Rok Drakšič 2016 in Kasan. Nach einer Viertelfinalniederlage gegen Rüstəm Orucov bezwang er den Niederländer Sam van ’t Westende und seinen Landsmann Martin Hojak. Bei den Olympischen Spielen 2016 in Rio de Janeiro schied er in seinem Auftaktkampf gegen den Israeli Sagi Muki nach 2:16 Minuten aus. Nach dem fünften Platz beim Grand-Prix-Turnier in Antalya im April 2017 nahm Rok Drakšič nicht mehr an internationalen Turnieren teil.

## Slowenische Meistertitel
Im Erwachsenenbereich gewann Rok Drakšič sieben slowenische Meistertitel.
- Superleichtgewicht bis 60 Kilogramm: 2005
- Halbleichtgewicht bis 66 Kilogramm: 2007, 2009, 2010, 2011[5]
- Leichtgewicht bis 73 Kilogramm: 2014, 2015